# Matthias Horndasch

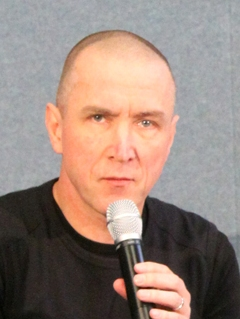
Matthias Horndasch (2012)

Matthias Horndasch (* 17. September 1961 in Hannover; † 2. Dezember 2015) war Pianist, Komponist, Autor und Moderator.

## Leben und Wirken
Matthias Horndasch war ein deutscher Künstler, Journalist und Medienschaffender. Neben Konzerten und CD-Aufnahmen, Buch- und journalistischen Publikationen arbeitete er schöpferisch für Bühne, Kino, TV, Hörfunk und multimediale Crossover-Produktionen.
Horndasch gab Konzerte und produzierte LPs und CDs als Jazzpianist solo und mit eigenen Ensembles, wie Quartett Commun, Matthias Horndasch Trio & Quartett, im Duo mit Leszek Zadlo, in The International, Matthias Horndasch’s Elements, Jazzmonauten und The New International (mit Joe DiCarlo, drums & Ramani Krishna, bass). Solokonzerte mit Leseanteilen sind das Konzert für das Erinnern und Jesus war ein Jazzmonaut!? sowie ab Herbst 2011 zusammen mit Percussionist & Schauspieler Thando Walbaum die Deutsch-Afrikanische Musik- & Märchenconnection.
Ab 1998 war er auch als Moderator tätig, z. B. des seit 2001 monatlich gesendeten Talkformats für Demokratie, gegen Extremismus, Die Weiße Runde – Prominente im Talk für Toleranz, in Kooperation mit wechselnden niedersächsischen Förder- bzw. Kooperationspartnern, darunter u. a. die Niedersächsische Staatskanzlei, das  Niedersächsische Innenministerium, das NLQ, nordmedia – Die Mediengesellschaft Niedersachsen / Bremen und das Forschungsinstitut für Philosophie sowie die Landeshauptstadt Hannover. Darüber hinaus produzierte er ab September 2007 auch prominente Videopodcasts, so z. B. in Serie vom damaligen Niedersächsischen Ministerpräsidenten und späteren Bundespräsidenten Christian Wulff, zu dessen Wiederwahl 2008.

## Publikationen (Auswahl)
Bücher
- Kunst, Väter, Integration – Essays zwischen Lyrik und Prosa. Aachen 2008, ISBN 978-3-86858-006-8.
- Den Tod meines Vaters verwinde ich nie! Die Erinnerungen der Edelgarde Reimer, Tochter von Generalfeldmarschall Erwin von Witzleben. Aachen 2008, ISBN 978-3-86858-013-6.
- Annäherungen. Sechs Porträts junger Niedersachsen als Lebensbeispiele für Integration in Deutschland. Aachen 2009, ISBN 978-3-86858-318-2.
- Ein Amerikaner zurück in Deutschland. Die Geschichte des Zeitzeugen Fritz G. Cohen aus Ronnenberg. Aachen 2009, in Kooperation mit der Stadt Ronnenberg / Niedersachsen, ISBN 978-3-86858-268-0.
- Du kannst verdrängen, aber nicht vergessen. Die Erinnerungen des Zeitzeugen und Holocaust-Überlebenden Gerd Landsberg. Region Hannover, Hannover 2005 (= Schriftenreihe  der Mahn- und Gedenkstätte Ahlem, Bd. 2), ISBN 3-00-015808-1.
- Ich habe jede Nacht die Bilder vor Augen. Das Zeitzeugnis des Nachum Rotenberg. Region Hannover, Hannover 2006 (= Schriftenreihe  der Mahn- und Gedenkstätte Ahlem, Bd. 3), ISBN 3-00-017910-0.
- Spuren meines Vaters. Das Zeitzeugnis der Ruth Gröne (geb. Kleeberg). Region Hannover, Hannover 2006 (= Schriftenreihe  der Mahn- und Gedenkstätte Ahlem, Bd. 5), ISBN 3-00-020565-9.
- Geneigt zu verzeihen? Matthias Horndasch im Gespräch mit dem Zeitzeugen und Holocaustüberlebenden Salomon Finkelstein. NiLS u. a., Hannover 2007. (Als Digitalisat online frei verfügbar; PDF-Datei; 1,91 MB)

Diskografie
- How Long ... Does a Heart Beat? Piano solo. CD Art of Groove, Hannover 2015.
- Piano Pictures – zwischen Jazz und Klassik. CD Longplay 2008.
- Jazzmonauten  – Yesterday Und Demain. CD Longplay 2004/05.
- Inside. CD Longplay, Solo, 2003.
- Kid Connection – Egal was du tust. CD Maxi 2000 für Deutschen Kinderschutzbund.
- Kindische Geschichten – Musik & Texte für Kinder & Erwachsene. CD Longplay 2000 in Kooperation mit dem NDR.
- Circle of life. CD Longplay 2000.
- One – Music like pictures. CD Longplay 1998/99.
- Odyssee – Musik aus drei Bühnenwerken. CD Longplay 1994.
- Matthias Horndasch Quartett – Go on man. LP Blind Man Records, Hildesheim 1983.

Filme
- Integrationslotsen in Niedersachsen – Momentaufnahmen. Hannover 2008, DVD deutsch, russisch, türkisch, i. A. des Nds. Ministeriums für Inneres, Sport und Integration (Red., Regie, Musik, Exec. Prod.)
- Wulff TV – Die Podcast-Reihe von Christian Wulff. 2007/08 (Redaktion, Moderation, Produzent)
- Integrationspodcast des Niedersächsischen Innenministers Uwe Schünemann. 2007 (Redaktion, Moderation, Produzent)
- Weiterleben im Gespräch, Filmische Gespräche mit Zeitzeugen, seit 2004.